# 王長述
王長述（?—?），名述，字長述，以字行，因被赐姓拓王氏，又称拓王述，京兆郡霸城县（今陕西省西安市灞桥区）人，西魏、北周、隋朝官员。

## 生平
王长述年少时成为孤儿，为祖父王羆所抚养。王长述年少聪明敏捷，有见识气度。王长述虚龄八岁时，宇文泰见到王长述后称赞王长述的奇才，说：“王羆有这个孙子，足以可以说是不朽了。”王长述以员外散骑侍郎为起家官，封长安县伯，屡次升任抚军将军、银靑光禄大夫、太子舍人。王罴去世时，王长述守丧哀痛的超过礼节，西魏文帝诏令赞扬他。当时东魏和西魏交相对抗，战争已经开始，官员们遭遇丧事的，百日祭祀完毕改为早晚一哭之后，都征召他们处理政务。王长述请求按照丧礼的时间服丧，言辞恳切符合情理。宇文泰派遣内廷的使者前往查看，了解到王长述的哀痛过度损伤了身体，于是特别批准了他的请求。丧期满后，王长述袭爵扶风郡公，食邑三千户。王长述又出任中书舍人，修订起居注，改封龙门郡公。西魏恭帝元年（554年），王长述跟随于谨平定江陵有功，增加食邑五百户。北周建立后，王长述又增加食邑总计四千七百户，出任宾部下大夫，外任晋州刺史，转任玉壁总管长史。王长述不久出任司宪大夫，外任广州刺史。王长述在广州很有威信仁德，官吏百姓非常敬服，在任数年，前来归附的蛮夷有三万多户。朝议称赞王长述，王长述兼任原职加大将军，后来历任襄州总管、仁州总管，都有能干的名声。
宣政元年（578年），信州总管、龙门公王长述招抚安慰未归化的獠人王元殊、多质等人归附北周，在当地建立费州。大象元年（579年）九月至十一月之间，韦孝宽出任行军元帅进攻南陈的淮南地区，大将军、龙门公王长述率领巴蜀的士兵十二万人，从白帝城水路并进。大象二年（580年），杨坚担任丞相，王长述出任信州总管，信州辖区内还有没臣服朝廷的夷人和獠人，王长述将他们讨伐平定，进位上大将军。大象二年八月，王谦在益州反叛，派遣使者送信给王长述。王长述抓住王謙的使者，向杨坚送上王谦的信，又陈述进攻王谦的策略。杨坚大喜，先后赐给王长述黄金五百两，又任命王长述出任行军总管，率兵讨伐王谦。王长述沿着长江逆流而上，以稍伯下大夫长孙炽为前锋，攻破王谦的一个军镇，平定楚、合等五州，王长述以军功进位柱国。隋朝建立，王长述又进献平定南陈的计策，王长述修造战船，在长江上游整备军队。隋文帝称许王长述的才干，多次奖赏慰劳，送书信说：“每次阅读您的高妙计策，深为嘉许叹赏，出兵拜将的时候，将要用您担任元帅。”几年后，王长述出任行军总管进攻南宁州，未到，在路上病逝。隋文帝非常伤感惋惜，命令使者吊唁祭祀，赠予王长述上柱国、冀州刺史，谥号庄，王长述的儿子王谟继承爵位。

## 家庭

### 祖父
- 王罴，西魏骠骑大将军、侍中、开府仪同三司、扶风忠公

### 父亲
- 王庆远，西魏直阁将军

### 子女
- 王謨，隋朝使持节、上仪同、海州诸军事、海州刺史、龙门郡公
- 王軌，隋朝东郡通守
- 王文楷，唐朝散骑常侍、守雍州治中[8]

## 延伸阅读
[在维基数据编辑]
 《周書·卷18》，出自令狐德棻《周書》
 《隋書·卷54》，出自魏徵《隋书》
 《北史/卷062》，出自李延壽《北史》